# Hannes Haybäck
Johann Haybäck (* 1931; † 13. Jänner 2018 in St. Florian, Oberösterreich) war ein österreichischer Kunstpädagoge, Hochschullehrer und Rektor der Kunsthochschule Linz.

## Leben
Haybäck spondierte zum Mag. art. et phil. 1973 kam Haybäck an die Linzer Hochschule für künstlerische und industrielle Gestaltung und war maßgeblich am Aufbau der Studienrichtung Bildnerische Erziehung beteiligt. 1981 bis 1989 war er als Nachfolger von Helmuth Gsöllpointner Rektor der Kunsthochschule Linz. Er war außerdem an der Lehrplanerstellung für das Fach Bildnerische Erziehung für höhere Schulen beteiligt.
Haybäck lebte in St. Florian bei Linz und wurde ebendort begraben. Sohn Johannes Haybäck ist Universitätsprofessor für Medizin in Graz.

## Publikationen (Auswahl)
- Bildnerische Erziehung AHS-Oberstufe. Kommentar. Österreichischer Bundesverlag, Wien 1989.